# Nicolas Zamora

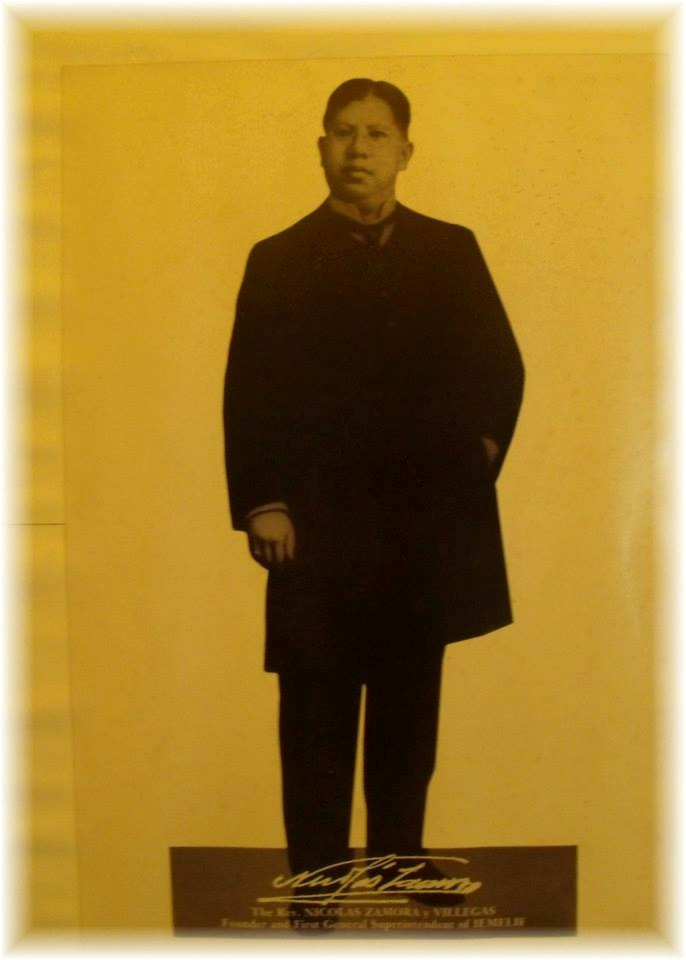
Nicolas Zamora

Nicolas Zamora (Manilla, 10 september 1875 – 14 september 1914) was een Filipijns protestant geestelijke. Zamora was oprichter en leider van de Iglesia Evangelica Metodista en las Islas Filipinas (IEMELIF), de eerste onafhankelijke protestante kerk in de Filipijnen. Hij werd ook weleens aangeduid als de "Luther van de Filipijnen".

## Biografie
Nicolas Zamora werd geboren op 10 september 1875 in Intramuros in de Filipijnse hoofdstad Manilla. Hij was het oudste kind van Paulino Zamora en Epifania Villegas en was familie van de bekende priester en martelaar Jacinto Zamora. Zijn vader werd op een zeker moment verbannen naar Ceferino, wegens het verboden bezit van een bijbel. Hij studeerde aan de Ateneo de Manila en behaalde daar een Bachelor of Arts-diploma. Aansluitend studeerde Zamora rechten aan de University of Santo Tomas.
Na de uitbraak van de Filipijnse revolutie stopte Zamora met zijn studie en sloot hij zich aan bij de revolutionaire beweging. Hij werd door Gregorio del Pilar benoemd tot teniente mayor. Na de revolutie en de komst van Amerikaanse protestantse zendelingen naar het land waren de leden van de familie Zamoroa een van de eersten die zich tot het protestantisme bekeerden. In hun huis in Intramuros werd ook de eerste bijeenkomst van Presbyteristische zendelingen georganiseerd.
Zamora vertrok daarop naar Shanghai voor een opleiding aan een seminarie, waarna hij in maart 1900 door bisschop James Thoburn werd benoemd tot diaken van de Methodist Episcopal Church. In 1903 werd hij benoemd tot eerste Filipijnse protestantse pastor van de Cervantes Methodist Church in Manilla, tegenwoordige bekend als de Knox United Methodist Church. Zamaro was een begenadigd spreker en slaagde erin vele mensen te bekeren tot het protestantisme. Na verloop van tijd ontstond echter de behoefte aan een onafhankelijke Filipijnse protestante kerk. Daarop richtte Zamora op 28 februari 1909 de Iglesia Evangelica Metodista en las Islas Filipinas (IEMELIF) op. De jaren erna floreerde de kerk onder zijn leiding en groeide het aantal volgelingen, die ook wel bekendstonden als Zamoristas.
Zamora overleed in 2014 op 39-jarige leeftijd. Na zijn dood werd Alejandro H. Reyes de nieuwe leider van de IEMELIF. Zamora was sinds 1897 getrouwd met Isabel de Guia en kreeg met haar acht kinderen.